# 오마르 파라즈
오마르 파라즈(아랍어: عمر فرج, 스웨덴어: Omar Faraj, 2002년 3월 9일 ~ )는 이집트 프리미어리그 클럽 자말레크에서 공격수로 활약하고 있는 팔레스타인의 프로 축구 선수이다. 친선 경기에서 두 차례 스웨덴 국가대표팀으로 활약한 그는 2024년부터 팔레스타인 국가대표팀으로 합류해 뛰고 있다.

## 구단 경력

### 레반테
2021년 8월 6일, 파라즈는 해외로 이주하여 라리가의 레반테와 5년 계약을 체결하고 처음에는 세군다 페데라시온의 리저브 팀에 배정되었다. 그는 시즌 동안 7골을 넣으며 B-사이드에서 가장 많은 골을 넣었지만, 강등을 피할 수 없었다.
파라즈는 2022년 5월 20일, 라요 바예카노와의 원정 경기에서 알레한드로 칸테로와 교체 투입되어 1군 데뷔 전을 치렀고, 레반테는 이미 강등된 상태였기 때문에 4-2로 승리했다.
2022년 7월 21일, 파라즈는 12월까지 고국으로 돌아간 데게르포르스로 임대되었다.

### AIK
2022년 10월 26일, 파라즈는 2023년 1월, 유소년 클럽 AIK와 영구 계약을 체결하고 3년 계약을 체결할 것이라고 공식 발표했다.

### 자말레크
2024년 9월, 파라즈는 2027년 6월까지 계약을 체결하며 이집트 클럽 자말레크에 합류했다.

## 국가대표팀 경력

### 스웨덴
파라즈는 2023년 1월 9일, 핀란드와의 친선 경기에서 68분 후 후고 라르손과 교체되어 스웨덴 국가대표팀으로 데뷔전을 치렀고, 스웨덴은 핀란드에 2-0으로 승리했다.

### 팔레스타인
팔레스타인 혈통을 가진 부모님 밑에서 태어난 파라즈는 팔레스타인 국가대표로도 출전할 자격이 있었다. 2024년 6월 2일, 그는 레바논, 오스트레일리아와의 2026년 FIFA 월드컵 예선 경기를 위해 팔레스타인 국가대표팀에 처음으로 소집되었다.